# Gira de festivales de Rammstein 2016

## Summer Festival Tour 2016
Fue una gira que estaba programada para ir por gran parte de Europa, pero decidieron irse a festivales por diferentes partes del mundo, iniciaron como de costumbre en el Black Box Music  el 18, 26 y 28 de mayo en Berlín Alemania como presentaciones de ensayo para iniciar el tour.
El regreso de Rammstein a los escenarios hizo que se convirtiera en el Headliner (Líder o Cabeza del cartel) de todos los festivales en los que tuvo su presentación, se presentó en Veintiún festivales por el mundo y tres presentaciones que no eran festivales en Waldbühne Berlín.

### Lista de festivales 2016
- Gods Of Metal, Monza, Italia
- Rock In Vienna, Viena, Austria
- Sonisphere Switzerland, Lucerna, Suiza
- Download, Castle Donington, Inglaterra
- Pink Pop Festival, Landgraaf, Países Bajos
- Download France, Paris, Francia
- Hellfest, Clisson, Francia
- Maxidrom, Moscú, Rusia
- Tinderbox, Odense, Dinamarca
- Hurricane Festival, Scheeßel, Alemania
- Bråvalla Festival, Norrköping, Suecia
- Rock Werchter, Werchter, Bélgica
- Provinssirock, Seinäjoki, Finlandia
- Waldbühne, Berlín, Alemania (tres fechas diferentes)
- Chicago Open Air, Bridgeview IL, Estados Unidos
- d'été de Québec, Quebec, Canadá
- Hell And Heaven, Autódromo Hermanos Rodríguez, México
- Highfield Festival, Großpösna, Alemania
- Capital Of Rock, Wrocław, Polonia
- Rockout, Santiago, Chile
- Maximus Festival Brazil, São Paulo, Brasil
- Maximus Festival Argentina, Buenos Aires, Argentina

Setlist de ensayo y Primera fase:
1. Ramm 4 o Rammvier (Fue utilizada como intro especialmente para el tour)
2. Reise, Reise
3. Halleluja
4. Zerstören
5. Keine Lust
6. Feuer Frei!
7. Seemann
8. Ich Tu Dir Weh
9. Du Riechst So Gut
10. Mein Herz Brennt
11. Links 2 3 4
12. Ich Will
13. Du Hast (Intro Extendido)
14. Stripped

Encore:
1. Ohne Dich (Versión Acústica)
2. Engel
3. Sonne

Sólo en la primera fase del tour se incluyó Ohne Dich Acústica y terminaban la presentación con Sonne.
Setlist:
1. Ramm 4
2. Reise, Reise
3. Halleluja
4. Zerstören
5. Keine Lust
6. Feuer Frei!
7. Seemann
8. Ich Tu Dir Weh
9. Du Riechst So Gut
10. Mein Herz Brennt
11. Links 2 3 4
12. Ich Will
13. Du Hast (Intro Extendido)
14. Stripped

Encore:
1. Sonne
2. Amerika
3. Engel

Se agregó Amerika y cerraban la presentación con Engel, se agregaron canciones especiales como bonus después de terminar el setlist original, en el caso de Moscú, México, Chile y París se agregaron, Moskau, Te Quiero P**a y Frühling In Paris para cerrar la presentación.

## Efectos especiales
Ramm 4: Antes de iniciar la canción, empieza un conteo regresivo hasta llegar a cero, cuando se llega a cero salen fuegos artificiales de la parte trasera del escenario hacia el cielo, los guitarristas van descendiendo, Till Lindemann aparece después bailando al estilo tap para que después lance un sombrero y explote en el aire, Till utiliza un traje blanco a mitad del tour.
Reise, Reise: Dos ayudantes aparecen para arrancarle el traje blanco a Till Lindemann y se utiliza neblina en la canción.
Halleluja: Christian Lorenz alarga su solo de teclado.
Zerstören: Antes de terminar la canción, Till Lindemann abre el enorme saco para activar un chaleco bomba en el que explota varias veces al ritmo de las guitarras y la batería.
Keine Lust: Se usa el efecto del gas CO2 al Inició, durante y final de la canción. 
Feuer Frei!: Los integrantes, Paul Landers, Till Lindemann y Richard Z. Kruspe usan máscaras lanzallamas antes de finalizar la canción.
Seemann: Se usa neblina en toda la canción.
Ich Tu Dir Weh: Vuelve el efecto que se usó en la gira LIFAD, la tina en donde Christian Lorenz se encuentra dentro y el hierro líquido que esparce Till Lindemann dentro de la tina, al final de todo Flake sale de esa misma tina con un traje brillante.
Du Riechst So gut: Till Lindemann usa el arco al que salen chispas al inicio de la canción.
Mein Herz Brennt: Antes de terminar la canción, Till Lindemann utiliza una bengala para simular un corazón ardiendo en llamas.
Links 2 3 4: Utilizan guitarras con lanzallamas durante el coro y el solo.
Ich Will: Continua con los efectos explosivos que combinan con el ritmo de la batería durante el coro Seht ihr mich?, Versteht ihr mich?, Fühlt ihr mich?, Hört ihr 
Du Hast: Agregan un intro extendido y antes de terminar la canción Till Lindemann utiliza un rifle para activar los fuegos artificiales que van hacia el público para después volver al escenario.
Stripped: En el escenario se utilizan muchas luces durante toda la canción.
Sonne: El escenario arde en toda la canción.
Amerika: Se utiliza confeti al finalizar la canción.
Engel: Till Lindemann aparece con las alas a mitad de la canción para después elevarlo y concluir con las alas en llamas.
- Datos: Q28129622